# Rozšířená detekce a odezva
Rozšířená detekce a odezva (anglicky Extended detection and response, XDR) je technologie v oblasti kybernetické bezpečnosti, která monitoruje a zmírňuje bezpečnostní hrozby v síti i na koncových zařízeních.
Termín poprvé použil Nir Zuk z Palo Alto Networks v roce 2018.
Podle Chapplea, Stewarta a Gibsona není XDR ani tak dalším nástrojem, jako spíše způsobem shromažďování informací o hrozbách a zranitelnostech a integrací několika konceptů do jediného řešení, přičemž komponenty XDR mohou být různé v závislosti na výrobci. XDR velmi často zahrnuje NDR, EDR, NTA, NIDS a NIPS.
Systém funguje tak, že shromažďuje a koreluje data napříč různými aktivy, jako jsou servery, emaily, cloudové služby a koncové body. Data jsou poté analyzována a korelována, což zajišťuje viditelnost a kontext při identifikaci hrozeb. Poté jsou hrozby analyzovány a klasifikovány, aby se zabránilo narušením zabezpečení a ztrátě dat. Systém XDR pomáhá organizacím zajistit vyšší úroveň kybernetické bezpečnosti a týmům pro kybernetickou bezpečnost umožňuje identifikovat a eliminovat zranitelnosti a slabá místa ve svých systémech.
XDR vylepšuje schopnosti detekce malwaru a antiviru oproti systému detekce a odezvy koncových bodů (EDR). XDR vylepšuje možnosti EDR pro nasazení lepších bezpečnostních řešení s využitím současných technologií, které proaktivně identifikují a shromažďují bezpečnostní hrozby. XDR využívá nové strategie pro detekci budoucích kybernetických bezpečnostních hrozeb. Jedná se o alternativu k řešení reaktivní ochrany koncových bodů, jako je EDR a analýza síťového provozu (NTA/NDR).